# Krypning
Krypning (engelska: creep) innebär en bestående, icke-elastisk deformation som uppstår i ett material vid en längre tids belastning. Deformationen grundar sig dels i pålagd spänning, dels i termiskt aktiverade atomrörelser. Storleken på deformationen påverkas således både av pålagd belastning och aktuell temperatur. 

Krypkurva

Krypdata brukar sammanställas, med hjälp av en krypprovmaskin, till en krypkurva som visar den totala töjningen mot tiden. Kurvan i sig kan delas in i tre delar. Primär kryp, stationär eller sekundär kryp och den sista, tertiära delen, leder till krypbrott (σb). Deformationen brukar även beskrivas med hjälp av en tidsberoende krypmodul, Ec(t) (c står för den engelska benämningen creep), och definieras som Ec(t)=σ0/ε(t).
Krypning skiljer sig stort för olika materialtyper. Plaster tillhör exempelvis de viskoelastiska materialen och får bestående deformationer redan vid relativt låga temperaturer, medan många metaller har ett elastiskt uppträdande (ingen bestående deformation) upp till flera hundra graders temperatur. Vid konstruktion av till exempel gasturbiner är det avgörande att hitta material med låg kryp-deformation och att hålla belastningar och temperaturer inom avsedda gränser.